# هيبوكونغاس

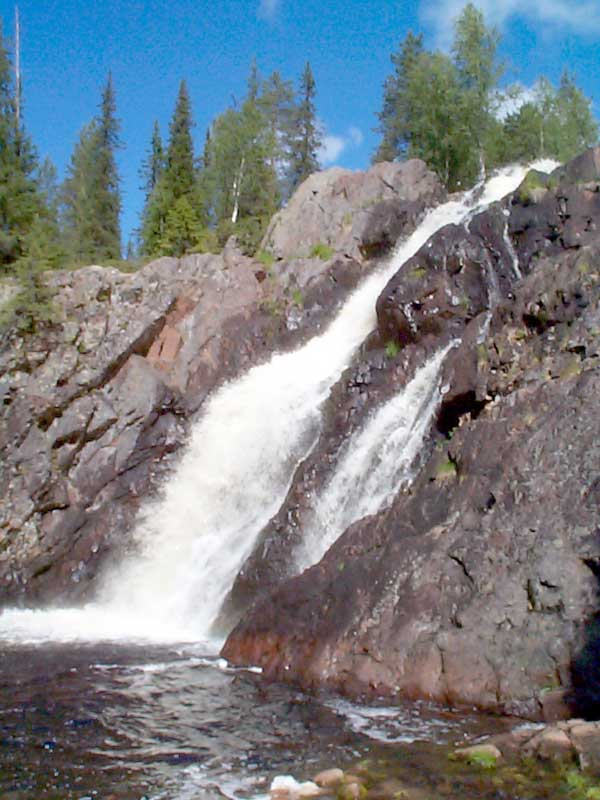
شلال هيبوكونغاس

شلال هيبوكونغاس (بالفنلندية: Hepoköngäs) أعلى شلالات البرية في فنلندا. يبلغ ارتفاع الشلال 24 متراً. شلال كوركياكوسكي في بلدية مآنينكا الأعلى شلال في فنلندا يرتفع عنه 12 متراً. يقع شلال هيبوكونغاس في نهر هيني حوالي 16 كيلومتراً من وسط بلدة بوولنكا باتجاه بلدة هورونسالمي. نهر هيني هو أحد روافد نهر كيمينكيوكي وينبع من بحيرة هاوكيارفي بالقرب من بلدة هورونسالمي وحدود بوولنكا.
صـُنع نموذج مصغر لشلال هيبوكونغاس في مرفق بالياكا الرياضي مغلق. صنع النموذج المصغر بلدية سووموسالمي ومشروع فايهتويهتونا توو.
‌